# 리하르트 하이
리하르트 하이(Richard Hey, 1926년 5월 15일 ~ 2004년 9월 4일)는 독일의 극작가다.
피난민 문제를 취급한 <티미안과 용(龍)의 죽음>으로 데뷔했다. <황금의 검을 가진 물고기> <거짓 없는 것에 축복 있으라> 등의 작품이 있다.